# U Don't Know Me (Like U Used To) – The Remix EP
U Don't Know Me... Like U Used To är en EP av den amerikanska R&B-sångerskan Brandy, utgiven via Atlantic Records den 5 oktober 1999.
Under 1999 bestämde sig Brandys skivbolag att ge ut en EP med Brandy på grund av hennes stora popularitet vid tidpunkten. EP:n innehöll nio låtar vilka alla är remixversioner av singlar från sångerskans andra studioalbum Never Say Never (1998). Paris Davis blev arbetets chefsproducent som också skapades av Brandy själv, Craig Kallman, Albert Cabrera, Pull, Rodney "Darkchild" Jerkins, DJ Premier och Guy Roche. Sångerskans första EP hade viss framgång i Kanada och Storbritannien. I det förstnämnda landet nådde samlingen en 25:e plats på Canadian EP Chart. I Storbritannien klättrade U Don't Know Me som högst till plats 50.
Samlingen föregicks av remixversionen av singeln "U Don't Know Me (Like U Used To)". Låten gästades av de kvinnliga rapparna Shaunta och Da Brat. Singeln hade viss framgång på USA:s R&B-lista Hot R&B/Hip-Hop Songs där den nådde plats 25. Remixversionen av "Almost Doesn't Count" med ett intro och nya titeln "Almost Doesn't Count (All or Nothing)" remixades av DJ:n Pull. Låten skickades dock bara till radio.

## Låtlista
| 1.           | U Don't Know Me (Like U Used To) [Radio Remix]             | Brandy Norwood, Rodney Jerkins                 | 4:00  |
| 2.           | Almost Doesn't Count (DJ Premier Mix)                      | Fred Jerkins III, Guy Roche, DJ Premier        | 3:45  |
| 3.           | Top of the World (Darkchild Mix) (feat. Fat Joe & Big Pun) | Rodney Jerkins                                 | 5:08  |
| 4.           | U Don't Know Me (Like U Used To) (Darkchild Remix)         | Albert Cabrera, Brandy Norwood, Rodney Jerkins | 6:03  |
| 5.           | Almost Doesn't Count (All or Nothing) [Pull Mix]           | Fred Jerkins III, Guy Roche, Pull              | 3:47  |
| 6.           | U Don't Know Me (Like U Used To) [Darkchild Instrumental]  | Rodney Jerkins                                 | 4:47  |
| 7.           | Almost Doesn't Count (DJ Premier Mix Instrumental)         | Fred Jerkins III, Guy Roche, DJ Premier        | 3:47  |
| 8.           | Almost Doesn't Count (Pull Mix Instrumental)               | Fred Jerkins III, Guy Roche, Pull              | 4:47  |
| 9.           | Top of the World (Darkchild Instrumental)                  | Rodney Jerkins                                 | 5:15  |
| Total längd: | Total längd:                                               | Total längd:                                   | 39:59 |

## Topplistor
| Lista (1999)                 | Topplacering |
| ---------------------------- | ------------ |
| Kanada (Canadian EP Chart)   | 50           |
| Storbritannien (UK EP Chart) | 25           |